# У святковий вечір
«У святковий вечір» (рос. «В праздничный вечер») — радянський фільм-концерт 1954 року, знятий Юрієм Озеровим на кіностудії «Мосфільм».

## Сюжет
Фільм-концерт з кращих номерів, показаних в державному академічному Великому театрі Союзу РСР на святковому концерті 6 листопада 1953 року.

## У ролях
- Давид Ойстрах — грає самого себе
- Ігор Ойстрах — грає самого себе
- Леонід Коган — грає самого себе
- Ігор Безродний — грає самого себе
- Юліан Ситковецький — грає самого себе
- Галина Баринова — грає саму себе
- Кирило Кондрашин — грає самого себе
- Майя Головня — грає саму себе
- Святослав Ріхтер — грає самого себе

## Знімальна група
- Сценарист і режисер — Юрій Озеров
- Оператори — Федір Добронравов, Ера Савельєва
- Художник — Олексій Уткін